# Madisonville (Tennessee)
Madisonville é uma cidade  localizada no estado norte-americano de Tennessee, no Condado de Monroe.

## Demografia
Segundo o censo norte-americano de 2000, a sua população era de 3939 habitantes.
Em 2006, foi estimada uma população de 4464, um aumento de 525 (13.3%).

## Geografia
De acordo com o United States Census Bureau tem uma área de
15,1 km², dos quais 15,1 km² cobertos por terra e 0,0 km² cobertos por água. Madisonville localiza-se a aproximadamente 250 m acima do nível do mar.

## Localidades na vizinhança
O diagrama seguinte representa as localidades num raio de 20 km ao redor de Madisonville.